# Jelenska Reber
Jelenska Reber je naselje v Občini Litija. Ustanovljeno je bilo leta 1995 iz dela ozemlja naselja Dole pri Litiji. Leta 2015 je imelo 34 prebivalcev.